# 国際連合安全保障理事会決議186
国際連合安全保障理事会決議186（こくさいれんごうあんぜんほしょうりじかいけつぎ186、英: United Nations Security Council Resolution 186）は、1964年3月4日に国際連合安全保障理事会で採択された決議である。キプロス問題に関係する。
安保理は、すべての加盟国に対して国際連合憲章に基づく義務に従うことを要求した上で、キプロス政府に対して暴力と流血を止めるために必要なすべての追加措置を講じるように要請し、キプロスの共同体と首脳陣に対して自制心を持って行動するように求めた。
また、国際平和を守り、戦闘の再発を防ぐために国際連合キプロス平和維持軍を創設し、ギリシャ、トルコ、イギリスの各政府による合意に基づき、キプロス問題の平和的な解決の促進を目的として仲介者を任命するように勧告した。